# Newborn (monument)
Pour les articles homonymes, voir Newborn.
Newborn (version stylisée: NEWBORN) est un monument à Pristina, la capitale du Kosovo. Il a été présenté au public le 17 février 2008 au jour de la déclaration d'indépendance unilatérale de la République du Kosovo. Depuis, il fait partie des monuments les plus connus de la ville et a reçu plusieurs prix renommés.

## L'idée de la création
Le monument est composé de sept lettres en majuscules faites de plaques en métal d'une épaisseur de 4 millimètres et maintenues par un cadre en fer. Ces lettres forment le mot anglais "Newborn". "Newborn" désigne à la fois un nouveau-né (substantif) et le participe passé du verbe "renaître". Chaque lettre a une hauteur de trois mètres et une profondeur de 0,9 mètre. Ensemble, les lettres ont une longueur de 24 mètres et pèsent neuf tonnes,.
L'idée pour le monument est venue à Fisnik Ismaili, directeur artistique de l'agence de publicité Ogilvy Kosova, uniquement dix jours avant la déclaration officielle et sa construction avait commencé avant même qu'il ait la certitude que les organisateurs des festivités d'indépendance prendraient en charge les coûts. Encore durant la phase de construction le monument a été présenté à des représentants gouvernementaux séduits qui ont récolté les fonds nécessaires et qui ont intégré son dévoilement en tant qu'acte officiel dans les manifestations d'indépendance.
Les créateurs ont choisi le mot anglais parce qu'il n'aurait que des connotations positives et parce que les mots "new" et "born" seraient facilement compréhensibles même par des personnes qui ne comprennent que peu la langue. Le Kosovo devrait être présenté comme pays nouveau, contemporain et moderne. Dans ce but, le monument a été peint en jaune parce que cette couleur, en combinaison avec des bandes bleues, représente à la fois les couleurs du nouveau drapeau du Kosovo et celles de l'Union européenne. Les slogans "NEW life is BORN" ([Une] nouvelle vie est née), "NEW hope is BORN" ([Un] nouvel espoir est né), "NEW future is BORN" ([Un] nouveau futur est né) et "NEW country is BORN" ([Un] nouveau pays est né) ont été choisis pour faire la promotion du monument.

## La présentation officielle
Newborn a été érigé au centre de Pristina sur la place devant le Palais de la jeunesse, de la culture et des sports. La rue Luan Haradinaj, une artère principale du centre-ville, passe directement à côté du monument. Au jour de la déclaration d'indépendance, il a été dévoilé sous les applaudissements de milliers de spectateurs avec la chanson Feeling Good de Michael Bublé en arrière-plan et signé en premier par le président et le premier ministre de l'époque, Fatmir Sejdiu et Hashim Thaçi. Dans les journées suivantes, plus de 150.000 personnes ont laissé leur signature sur le monument.

## Designs ultérieurs
En février 2013, une commission gouvernementale a décidé de repeindre Newborn à l'occasion du cinquième anniversaire de la déclaration d'indépendance, sans demander l'avis de l'artiste ou du public. Fisnik Ismaili a fait un appel sur Facebook de peindre le monument avec les drapeaux de tous les pays qui à cette époque avaient reconnu l'indépendance du pays. 150 bénévoles ont peint le monument en seulement quelques jours. En outre, cinq places ont été peintes en blanc avec le nom des cinq pays membres de l'Union européenne qui n'avaient pas encore reconnu cette indépendance, à savoir Chypre, la Grèce, la Slovaquie, l'Espagne et la Roumanie,.
L'année suivante, Newborn a été peint avec les modèles de camouflage militaire des armées qui étaient intervenues lors de la guerre du Kosovo (1998-1999). Ultérieurement, des artistes guérillas ont ajouté des cœurs en rose.
En février 2015, des enfants, citoyens et artistes étaient invités à recolorer le monument. Seulement la lettre "E" était entièrement peinte en noire, contrastant ainsi avec les couleurs vives des autres lettres. Selon Fisnik Ismaili, cette couleur représente les réalités du Kosovo et la lettre "E" est symbole d'"exode, Europe, économie et EULEX".

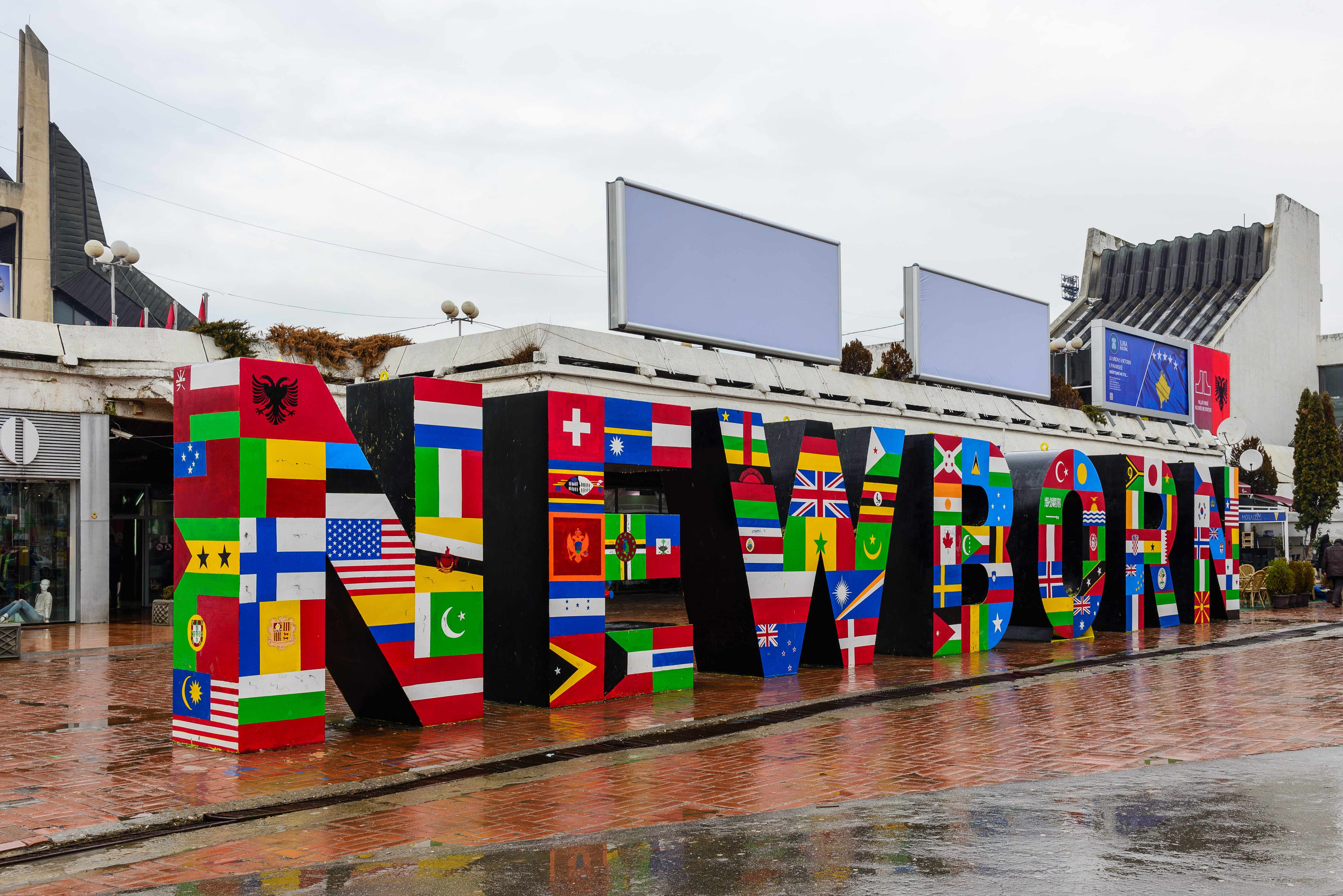
NEWBORN avec les drapeaux des pays qui reconnaissent l'indépendance du Kosovo (2013).
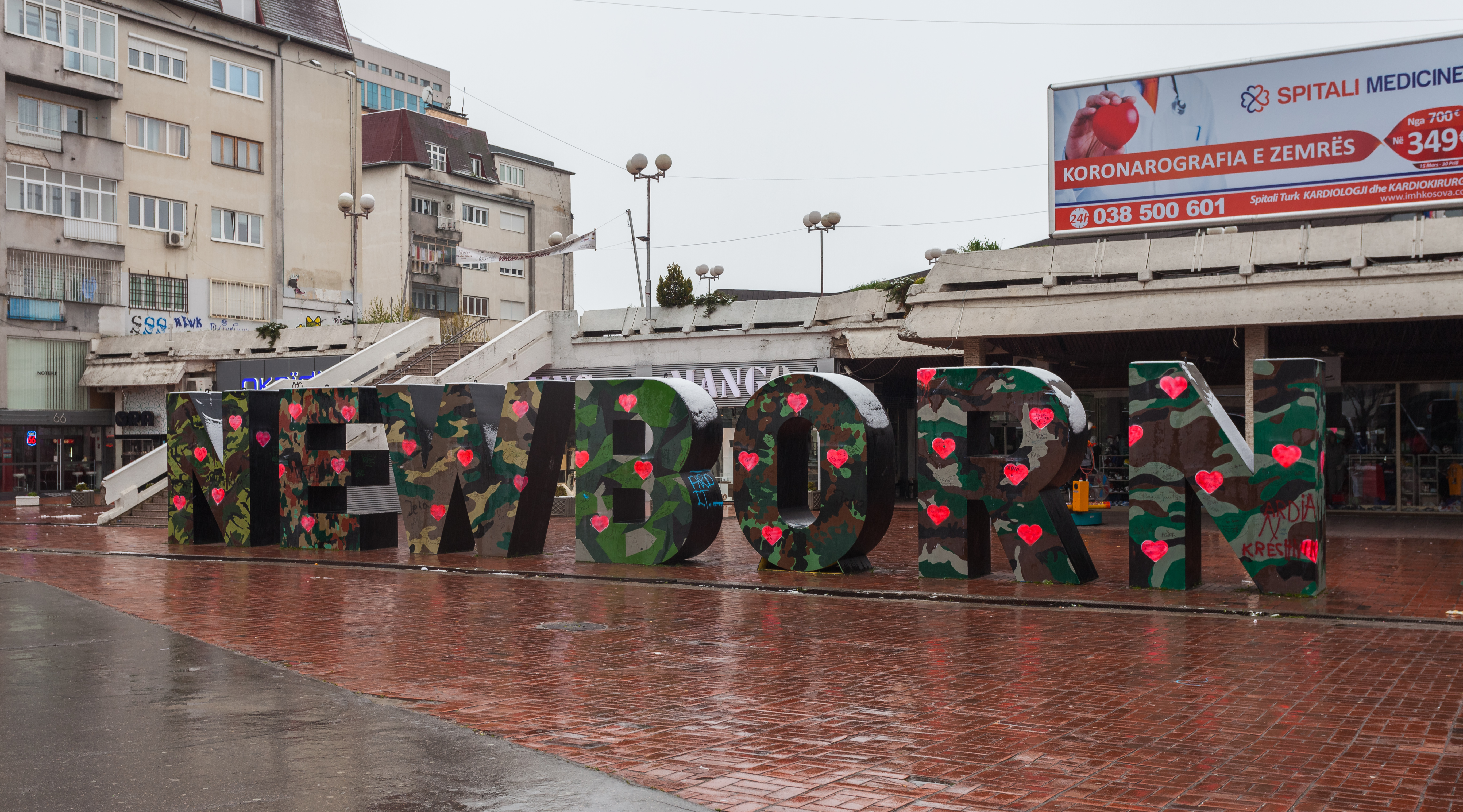
Le monument au look de camouflage militaire avec des cœurs (2014).
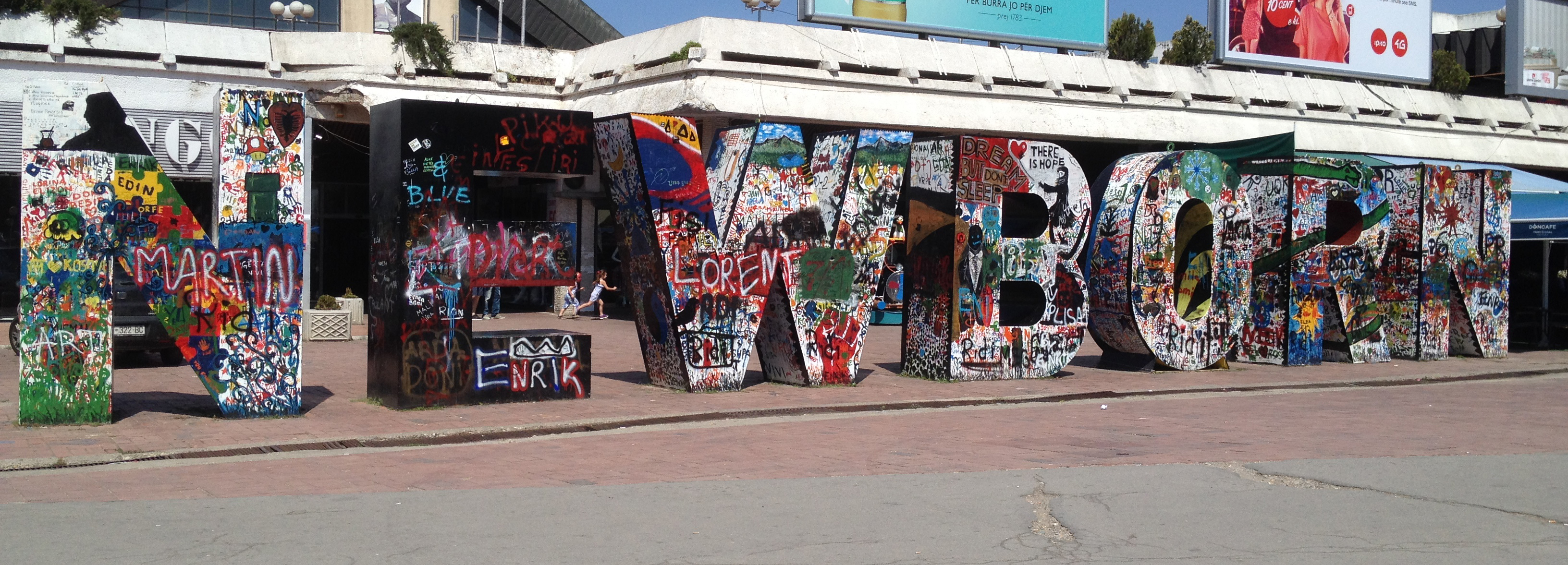
Newborn en 2015.
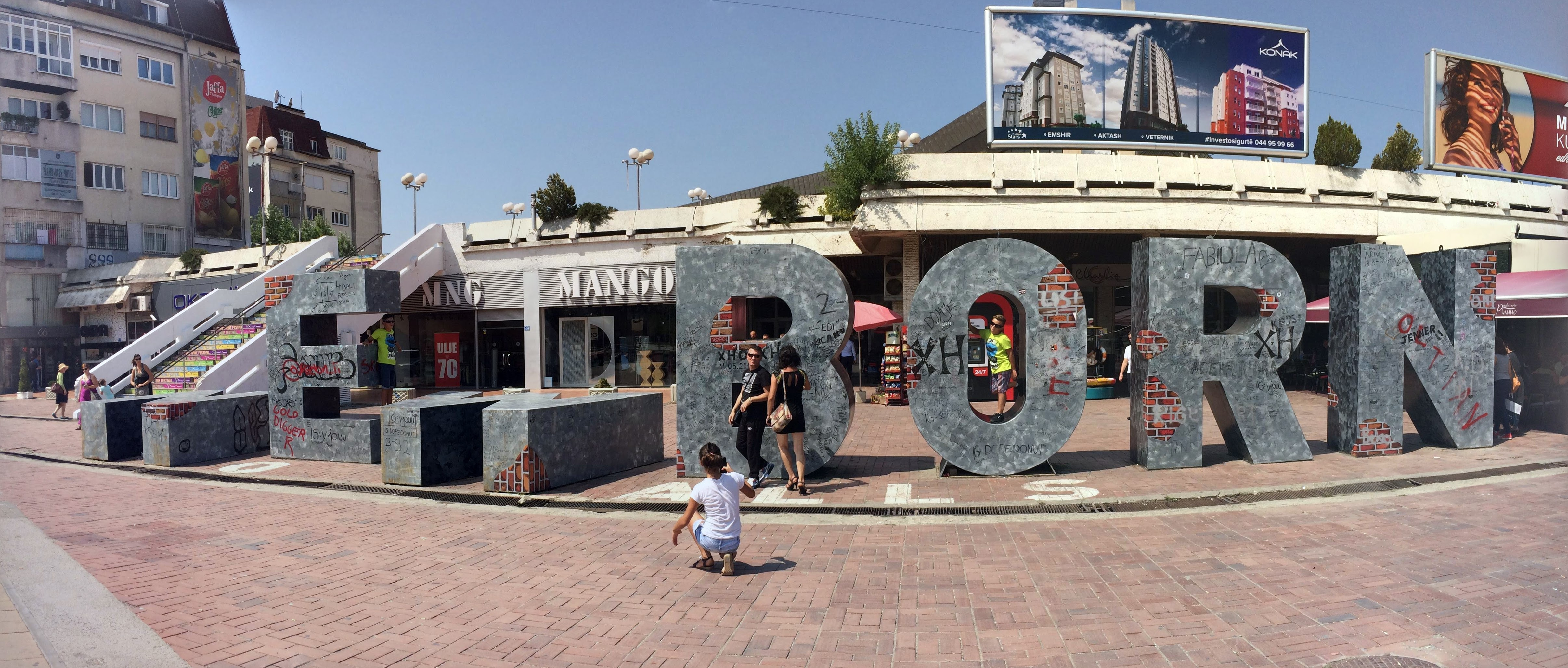
Newborn en 2017.

## Accueil international
Au lendemain de la déclaration d'indépendance, le New York Times a présenté une photo du monument sur sa première page. Newborn s'est également vu octroyer les prix les plus prestigieux du milieu publicitaire. Ainsi, le monument a reçu en mai 2008 un prix d'argent au 49e Clio Awards à Miami et en juin un lion d'or au Festival international de la créativité à Cannes.
La même année, Newborn a été distingué au Eurobest European Advertising Festival, au Golden Drum Grand Prix et au London International Awards. En 2009 s'est ajouté le One Show Merit Award dobäi komm. Au 54e Clio Awards Festival, le monument avec le design en drapeaux a été finaliste.

## Anecdotes
En 2011, la poste du Kosovo a mis en circulation un timbre avec Newborn.
Dans son clip Shine Ya Light (2012), la chanteuse britannique d'origine albanaise Rita Ora chante et danse sur le monument.